# Echipa națională de rugby a Angliei
Echipa națională de rugby a Angliei reprezintă Anglia în meciurile internaționale de rugby, Anglia fiind una dintre națiunile majore din rugby-ul internațional.
Anglia participă anual împreună cu echipele naționale de rugby ale Franței, Irlandei, Italiei, Scoției și a Țării Galilor la Turneul celor Șase Națiuni, principala competiție anuală de rugbi internațional din emisfera de nord. Anglia este una dintre echipele fondatoare ale turneului în anul 1883. Până în anul 2007 Anglia a câștigat 25 de ediții ale turneului, reușind să realizeze 12 Grand-slam-uri. Au participat la toate edițiile Campionatului Mondial de Rugby câștigând ediția din 2003. Este de altfel singura echipă din emisfera nordică care a câștigat acest turneu.
Din 1910 stadionul echipei este stadionul Twickenham situat în sud-vestul Londrei, unul dintre cele mai mari stadioane din Regatul Unit cu peste 82.000 locuri.